# Massacre de Atiak
O massacre de Atiak ocorreu em 20 de abril de 1995, quando um grupo de cerca de 300 soldados do Exército de Resistência do Senhor liderados por Vincent Otti entraram na cidade de Atiak, no norte de Uganda, no distrito de Amuru. Depois de derrotar a Força de Defesa Popular de Uganda e reunir centenas de civis, o grupo rebelde anunciou: "Vocês, acholis, se recusaram a nos apoiar. Vamos agora lhes dar uma lição." O Exército de Resistência do Senhor então selecionou meninos e meninas do restante, a fim de recrutá-los para suas fileiras e usá-los como escravos sexuais, e marchou com eles para a selva. A maioria dos 200-300 cativos restantes foram executados a tiros.
O massacre arruinou as relações diplomáticas entre os governos de Uganda e do Sudão, o principal patrocinador do Exército de Resistência do Senhor. Na época, os dois estavam em negociações de paz em Trípoli. Poucos dias depois do ocorrido em Atiak, Uganda acusou o Sudão de um bombardeio aéreo dentro do território ugandense e rompeu totalmente as relações diplomáticas.